# Walter Crommelin
 (février 2019).
Si vous disposez d'ouvrages ou d'articles de référence ou si vous connaissez des sites web de qualité traitant du thème abordé ici, merci de compléter l'article en donnant les références utiles à sa vérifiabilité et en les liant à la section « Notes et références ».
Pour les articles homonymes, voir Crommelin.
Walter Crommelin, né le 19 août 1948 à Rotterdam,, est un acteur néerlandais.

## Filmographie

### Cinéma
- 1980 : De dans der vierkanten waarin opgenomen Elly, of het beroemde stuk : Le président
- 1986 : Blindeman : Le chef
- 1987 : Nitwits : Le garçon de la publicité
- 1988 : De bruine jurk : Le serveur
- 1990 : De gulle minnaar (nl) : Le directeur de télévision
- 1995 : Filmpje! (nl) : Karel Haanstra
- 1997 : Hot dogs : Bruno
- 2002 : Loenatik de Moevie (nl) : Le directeur Bomhoff
- 2004 : Ellis in Glamourland (nl) : Le chauffeur Jan Meindert
- 2004 : Feestje! (nl) : Klaas-Jan de Bonfrère
- 2008 : Alibi (nl) : Le pompier
- 2008 : Anubis en het pad der 7 zonden (nl) : Victor Emanuel Rodenmaar Junior
- 2011 : Zieleman : Le docteur Huisman
- 2014 : Toen was geluk heel gewoon (nl) : Hopjes, le majordome de Monsieur Harmsen
- 2014 : Loenatik, te gek (nl) : L'ancien directeur, maintenant adjoint au maire Bomhoff

### Téléfilms
- 1981 : De lachende scheerkwast (nl) : Bert van Zutphen, eerst dominee later postjongen (1981-1982)
- 1984 : Opzoek naar Yolanda (nl) : Bert van Zutphen
- 1986 : Plafond over de vloer (nl) : C. van Benthem
- 1989-1994 : We zijn weer thuis (nl) : Gerard Smulders
- 1989 : Mag het iets meer zijn? (nl) : Rôle inconnu
- 1989 : Beppie (nl) : Kees et ses patients
- 1991 : Mevrouw Ten Kate (nl) : Monsieur de Bom
- 1992 : 12 steden, 13 ongelukken (nl) : Ton
- 1993 : Niemand de deur uit! (nl) : Le procureur de la république
- 1994 : Toen was geluk heel gewoon (televisieserie) (nl) : Hopjes, le majordome de Monsieur Harmsen
- 1994 : Seth et Fiona (nl) : Vader 2
- 1995-2001 : Loenatik (nl) : Directeur Bomhoff
- 1996 : Mijn Franse tante Gazeuse (nl) : Le père de Tekelenburg
- 1996 : De jurk : Organist
- 1998 : Flodder (nl) : Henri
- 1998 : Otje (nl) : Le docteur Spijker
- 2000 : Baantjer : Rupert Barendrecht
- 2000 : Wildschut & De Vries (nl) : Frits Majoor
- 2002 : Ernstige Delicten (nl) : Golfer
- 2002 : Schiet mij maar lek (nl) : Le thérapeute
- 2003 : SamSam : J.B. Penninck
- 2004 : Verdwaald : Le fermier
- 2004 : Ibbeltje (nl) : Braakensiek, le père de la petite amie d'Ibbeltje
- 2005-2008 : Keyzer & De Boer Advocaten : Le procureur Martin van Merwede
- 2006-2009 : Het Huis Anubis (nl) : plusieurs rôles : Victor Emanuel Rodenmaar Junior et Victors opa
- 2006 : Evelien (nl) : Herbert-Jan
- 2007 : Shouf Shouf! (nl) : Professor Mortier
- 2014 : In Den Gulden Draeck (nl) : Proculus de Pastelkleurige